# Carlos Diogo
Carlos Diogo (ur. 18 lipca 1983 w Montevideo) – urugwajski piłkarz grający na pozycji prawego obrońcy.